# Le Stropiat
Le Stropiat est un tableau peint par René Magritte en 1948. Cette huile sur toile surréaliste représente un homme barbu dont la tête est fichée de pipes. Elle est conservée au musée national d'Art moderne, à Paris.